# Asthenotricha straba
Asthenotricha straba là một loài bướm đêm trong họ Geometridae.